# 世宗文化会館
世宗文化会館（セジョンぶんかかいかん）は、大韓民国ソウル特別市鐘路区世宗路にある、韓国最大の複合文化芸術施設。53,202m²の規模を持つ。

## 施設概要
日本統治時代はホールとして京城府民館（現在のソウル特別市議会議場）があったが、戦後は米軍に接収され、1948年の返還後も国会議事堂として使用されるなどしていたため、1961年11月にソウル市民会館を新築し開館した。しかし1972年12月1日に『MBC10大歌手青白戦』の終演後に火災が発生し、全焼した。現在の建物は1974年1月に着工、1978年4月14日に開館した。
- 世宗大劇場 : 3,022席、パイプオルガン設置、各座席に液晶モニター設置。
- 世宗Mシアター : 609席、2007年開場
- 世宗室内楽ホール : 443席、2006年開場
- 世宗Sシアター : 約300席（可動式）、2018年開場
- 世宗美術館
- 光ギャラリー
- 世宗芸術アカデミー

大劇場は音楽、イベントなど、さまざまなジャンルに対応されている。ほかに532席収容の世宗Mシアターやコンサートホール、国際会議場も備え、7か国語にも対応している。また毎年秋にはドラムフェスティバルが行われ、人気も誇っている。
毎年3月1日に三・一運動（三一節）記念式典、1980年のミス・ユニバース世界大会、2005年6月にはNHKのど自慢の収録が行われた。

## 交通
- ソウル地下鉄5号線光化門駅1、8番出口すぐ
- 駐車場は地下にあるが、台数が少ない。